# Ртутькальций
Ртутька́льций — бинарное неорганическое соединение, интерметаллид
кальция и ртути
с формулой CaHg,
кристаллы.

## Получение
- Сплавление стехиометрических количеств чистых веществ в инертной атмосфере:

{\displaystyle {\mathsf {Ca+Hg\ {\xrightarrow {961^{o}C}}\ CaHg}}}

## Физические свойства
Ртутькальций образует кристаллы кубической сингонии, пространственная группа P m3m, параметры ячейки a = 0,3759 нм, Z = 1,
структура типа хлорида цезия CsCl
.
Соединение конгруэнтно плавится при температуре 961 °C.